# Forêt de Guerrouche

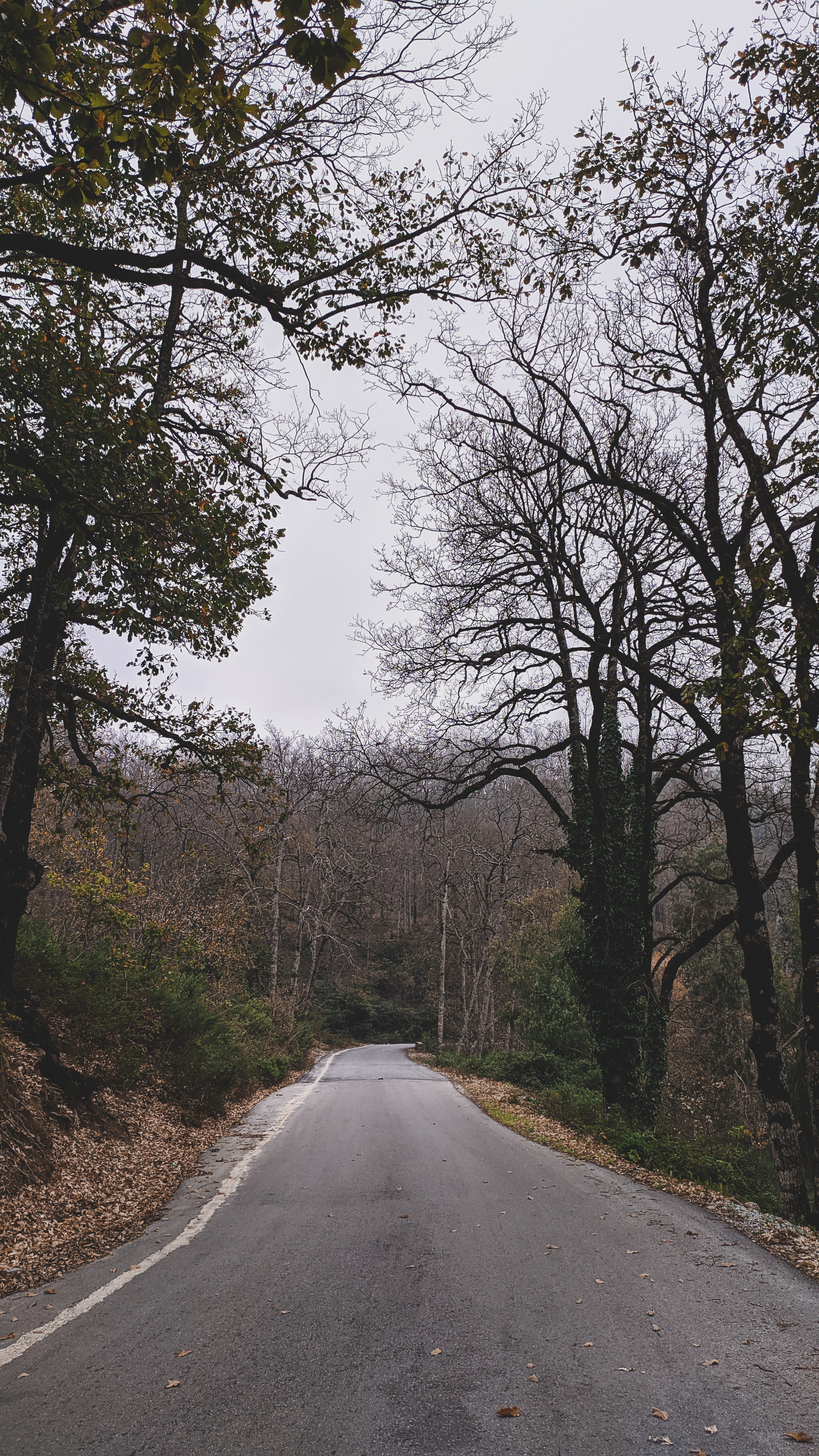
Route à travers la forêt.

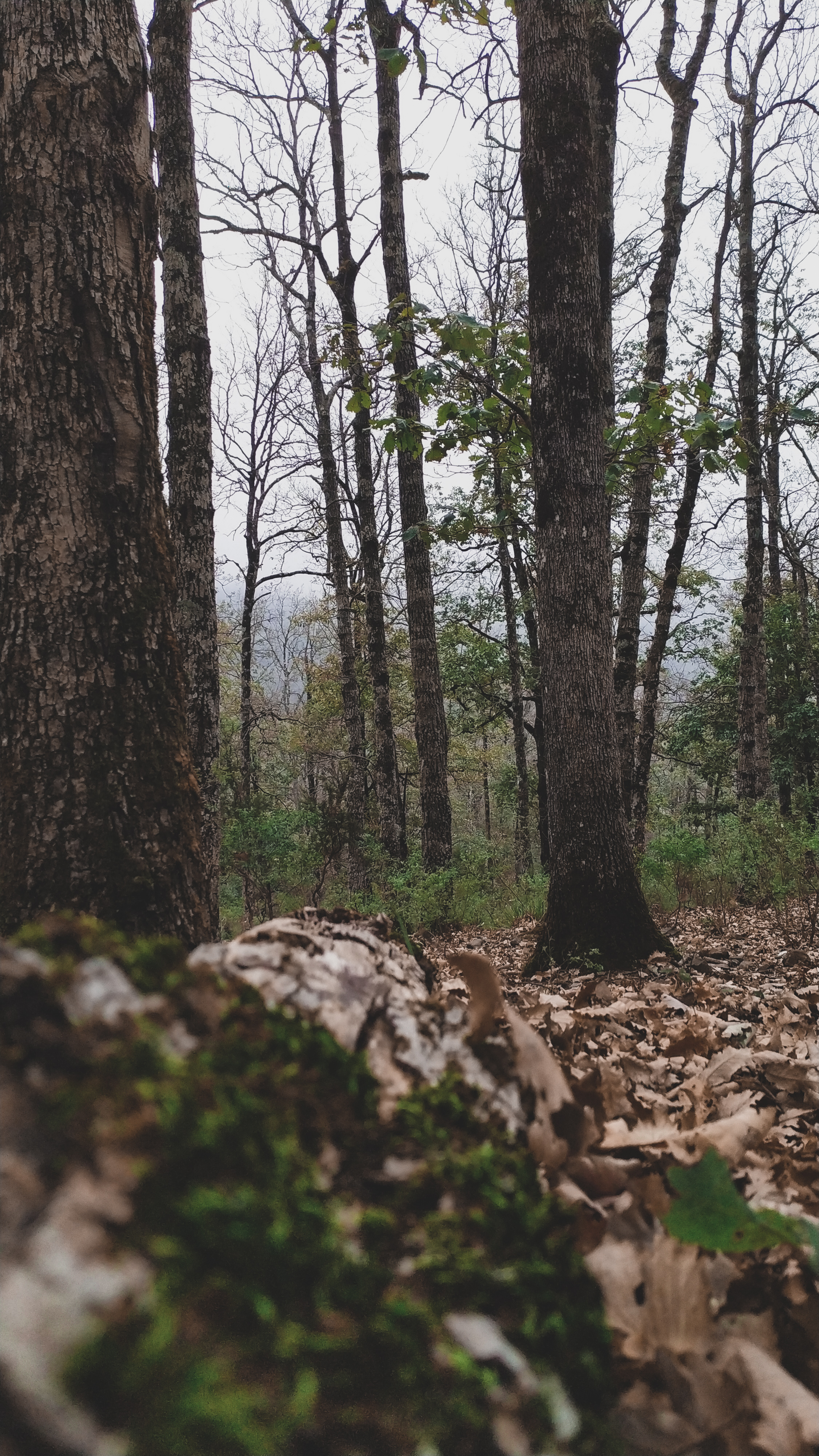
Bois de Guerrouche.

Guerrouche est une forêt dans le nord-est de l'Algérie sur les hauteurs de la ville d’El Aouana dans la Wilaya de Jijel,. La forêt de Guerrouche est l'un des rares habitats restant pour le macaque de Barbarie, une espèce de primate en voie de disparition, Macaca sylvanus; à l'époque préhistorique, ce primate avait une distribution beaucoup plus large, avant l'activité de déforestation due à l'expansion de la population humaine,.